# 欧洲龙芽草
欧洲龙芽草（学名：Agrimonia eupatoria ssp. eupatoria）为蔷薇科龙芽草属下的一个亚种。

## 扩展阅读
- 維基物種上的相關：欧洲龙芽草